# سیارک ۸۷۰۷
سیارک ۸۷۰۷ (به انگلیسی: 8707 Arakihiroshi، نامگذاری:1994CE2) هشت هزار و هفتصد و هفتمین سیارک کشف شده‌است که در ۱۲ فوریه ۱۹۹۴ کشف شد.
قدر مطلق سیارک برابر ۲۲.۴ است.